# Калинино (Кстовский район)
Кали́нино — деревня в Кстовском районе Нижегородской области. Входит в состав Запрудновского сельсовета.

## География
Расположена в 1 км к югу от села Запрудное по автодороге Запрудное — Прокошево. Высота центра деревни над уровнем моря 143 м.
Расстояние по автодороге до районного центра Кстово — 22 км, до центра муниципального образования села Запрудное — 2 км. Ближайшие населённые пункты — Запрудное, Докукино, Слободское. 

## Население
По данным переписи 2002 года, в деревне проживало 12 человек (6 мужчин и 6 женщин). По данным переписи 2010 года, в деревне проживало 10 человек (3 мужчины  и 7 женщин).
| 2002 | 2010 |
| ---- | ---- |
| 12   | ↘10  |

## Улицы
- Цветочная